# L'Entrepreneur de Norwood
L'Entrepreneur de Norwood (The Adventure of the Norwood Builder en version originale), est l'une des cinquante-six nouvelles d'Arthur Conan Doyle mettant en scène le détective Sherlock Holmes. Elle est parue pour la première fois dans l'hebdomadaire américain Collier's Weekly le 31 octobre 1903, avant d'être regroupée avec d'autres nouvelles dans le recueil Le Retour de Sherlock Holmes (The Return of Sherlock Holmes).

## Résumé

### Mystère initial

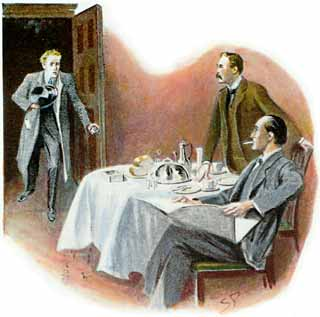
McFarlane, arrivant en trombe au 221B Baker Street.

L'aventure se déroule en 1894, quelques mois après le retour de Sherlock Holmes à Londres. John Hector McFarlane, un jeune notaire de Blackheath qui arrive en trombe au 221B Baker Street, explique à Holmes qu'il est poursuivi par la police pour le meurtre de Jonas Oldacre alors qu'il est innocent. La veille, le corps d'Oldacre a été retrouvé brûlé dans un tas de bois sur le terrain de sa propriété de Lower Norwood, et une canne appartenant à McFarlane a été retrouvée à l'intérieur de la demeure, ce qui semble l'accuser.
Selon le jeune homme, Jonas Oldacre (âgé de 52 ans) est venu le voir la veille à son cabinet de notaire pour officialiser son testament. De manière très inattendue pour McFarlane, Jonas Oldacre indiquait dans ce testament que tous ses biens, son épargne et ses titres devaient revenir à McFarlane en cas de décès. Oldacre a expliqué qu'il faisait cela pour aider l'homme travailleur et méritant qu'il avait en face de lui, et lui a demandé de venir le voir à Norwood le soir même. Après une entrevue de deux heures le soir comme prévu, McFarlane a oublié sa canne chez Oldacre. Selon McFarlane, c'est seulement le lendemain matin qu'il a appris dans les journaux le décès violent de son hôte de la veille. Sur ces explications, l'inspecteur Lestrade de Scotland Yard, arrivé à Baker Street, arrête McFarlane bien que Holmes pense immédiatement à l'innocence du jeune notaire.

### Résolution

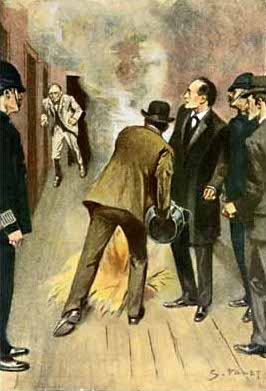
Jonas Oldacre, sortant de sa cache grâce à une fausse alerte au feu.

Holmes commence par mener l'enquête chez les parents de McFarlane à Blackheath et découvre que la mère du notaire avait eu une liaison auparavant avec Oldacre, mais que le caractère violent et cruel de ce dernier l'avait poussée à mettre un terme à leur relation, ce qu'Oldacre n'avait pas apprécié. Cela rend d'autant plus étonnant le fait qu'Oldacre ait choisi le fils de son ancienne compagne pour héritier. Malgré cette bizarrerie, Holmes ne trouve rien qui puisse innocenter McFarlane en inspectant la propriété d'Oldacre à Norwood, bien qu'il ait le sentiment que Mme Lexington, la gouvernante d'Oldacre, connaît certaines choses qu'elle refuse d'avouer. Holmes commence à douter de l'innocence de McFarlane.
Le lendemain matin, Lestrade informe Holmes par télégramme qu'une preuve accablante de la culpabilité de McFarlane a été trouvée à Norwood. Cette preuve se révèle être une empreinte digitale ensanglantée de McFarlane sur un mur. Alors que la culpabilité de McFarlane semble prouvée pour Lestrade et Watson, Holmes est certain du contraire car lors de ses observations de la veille, cette empreinte n'existait pas. Elle a donc été créée la veille en soirée pour faire accuser McFarlane alors que ce dernier était déjà en prison. Holmes comprend qu'Oldacre a en fait réalisé une mise en scène pour faire accuser McFarlane de meurtre, de manière à se venger de son ex-compagne qui est la mère de McFarlane. Holmes demande à réinspecter la demeure, et découvre une porte secrète à l'étage, derrière laquelle il pense qu'Oldacre est dissimulé. Pour rendre la découverte plus théâtrale aux yeux de Lestrade, il fait croire à une alerte au feu qui fait sortir Oldacre de sa cache et révèle ainsi la supercherie. Lors de la venue de McFarlane à Norwood, le jeune notaire avait dû garantir un sceau en pressant son pouce sur de la cire molle, et cette empreinte a été récupérée avec la complicité de la gouvernante pour faire une fausse preuve. Quant au prétendu corps calciné d'Oldacre retrouvé dans un tas de bois, il s'agissait en réalité d'un animal, l'odeur de chair brûlée ayant suffi pour que l'on ait pensé à un homme.

### Allusions à des enquêtes inédites
Au début de la nouvelle, Watson évoque deux enquêtes inédites sur lesquelles Sherlock Holmes a travaillé entre son retour à Londres au printemps 1894 (La Maison vide) et cette enquête qui se déroule quelques mois après. Ces deux enquêtes inédites sont désignées comme « l'affaire des documents de l'ex-président Murillo » et « l'affreuse histoire du vapeur hollandais, le Friesland ». Plus loin dans la nouvelle, Holmes évoque aussi face à Watson une enquête qu'ils ont menée ensemble en 1887 et dans laquelle un homme au caractère très policé du nom de Bert Stevens avait commis un crime puis demandé à Holmes et Watson de le tirer d'affaire. Cette aventure est aussi inédite.

## Adaptations
La nouvelle a été adaptée en 1984 dans la série télévisée Sherlock Holmes. Cet épisode est le dixième de la série et porte comme titre Le Promoteur.

## Livre audio en français
- Arthur Conan Doyle, L'Entrepreneur de Norwood [« The Adventure of the Norwood Builder »], Paris, La Compagnie du Savoir, coll. « Les enquêtes de Sherlock Holmes », 2011 (EAN 3661585197515, BNF 42478222)Narrateur : Cyril Deguillen ; support : 1 disque compact audio ; durée : 1 h 1 min environ ; référence éditeur : La Compagnie du Savoir CDS086. Le nom du traducteur n'est pas indiqué.